# Sri-Sanjeevi-Raya-Hanuman-Tempel

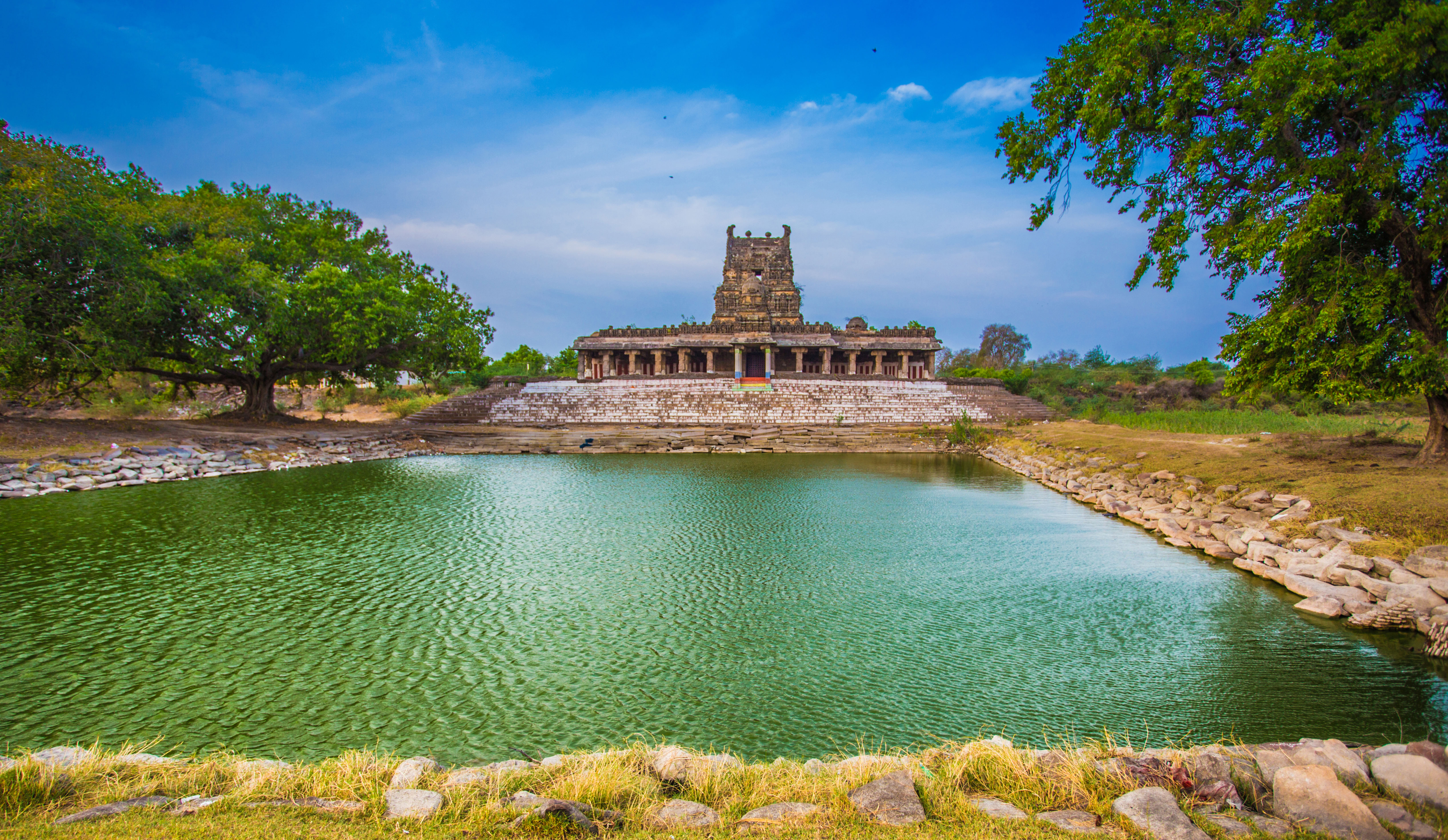
Sri-Sanjeevi-Raya-Hanuman-Tempel

Der Sri-Sanjeevi-Raya-Hanuman-Tempel ist ein dem Gott Hanuman geweihter Hindu-Tempel im südindischen Bundesstaat Tamil Nadu. Es ist eines der wenigen großen Hanuman-Heiligtümer Südindiens.

## Lage
Der Tempel liegt beim Dorf Ayyangarkulam auf der Südseite des Palar-River gegenüber der Stadt Kanchipuram in einer Höhe von ca. 90 m ü. d. M.

## Geschichte
Der Tempel wurde gestiftet von Kotikanyadanam Lakshmikumara Tatacharya, einem hochrangigen Verwaltungsbeamten am Hof des in den Jahren von 1586 bis 1614 regierenden Vijayanagar-Königs Venkata Raya II. (oder auch Venkatapati Deva Raya).

## Tempel
In architektonischer Hinsicht gehört der Tempel zu den repräsentativen Bauten des bis zum Jahr 1646 über weite Teile Südindiens herrschenden Vijayanagar-Reiches. Er hat ein hoch aufragendes Eingangstor (gopuram) im südindischen Stil; der eigentliche  Tempelbau ist nahezu quadratisch und verfügt über eine breite Vorhalle (mandapa). In der Cella (garbhagriha) befindet sich eine Statue des in ganz Indien außerordentlich populären Affengottes Hanuman, der ansonsten jedoch meist nur in kleineren Dorf- oder Nebenschreinen verehrt wird. Hanuman gilt vielen Hindus als äußerst mächtig und verfügt über vielfältige Heilkräfte. Von einem Portikus auf der Rückseite des Tempels, dessen Pfeiler mit insgesamt 85 Hanuman-Reliefs geschmückt sind, führen Treppenstufen (ghats) zu einem nahezu quadratischen Tempelteich (kund oder pushkarini) hinunter.

## Stufenbrunnen
In unmittelbarer Nähe des Tempels befindet sich der Ayyangarkulam Nata Bhavi, ein unterirdischer Stufenbrunnen mit einem aufwendig gearbeiteten torana-Bogen als Eingang, in welchem sich eine Darstellung von Gajalakshmi befindet, die von zwei Elefanten aus Krügen (kalashas) übergossen wird – ein in Indien weit verbreitetes Glückszeichen.